# Сулеймани, Хусейн
Хуссе́йн Абдулгани́ Сулеймани́ (араб. حسين عبد الغني‎, англ. Hussein Abdulghani Sulaimani; 21 января 1977, Джидда) — саудовский футболист, защитник. Выступал в сборной Саудовской Аравии, участник трёх чемпионатов мира: 1998, 2002 и 2006.

## Карьера

### Клубная
Воспитанник футбольной школы клуба «Аль-Ахли» из Джидды, в котором в 1995 году начал и профессиональную карьеру. В 2008 году перешёл в швейцарский клуб «Ксамакс», с которым 13 июля 2008 года подписал трёхлетний контракт и за который выступает по сей день.

### В сборной
В составе главной национальной сборной Саудовской Аравии выступает с 1996 года. Участник чемпионатов мира 1998, 2002 и 2006 года.

## Достижения
- Финалист Кубка Азии (2): 2000, 2007
- Обладатель Кубка арабских наций (2): 1998, 2002
- Обладатель Кубка наций Персидского залива (2): 2002, 2003
- Финалист Кубка наций Персидского залива (1): 1998
- Обладатель Кубка наследного принца Саудовской Аравии (3): 1997/98, 2001/02, 2006/07
- Обладатель Кубка Саудовской федерации футбола (2): 2000/01, 2001/02
- Обладатель Кубка принца Фейсала (1): 2006/07
- Победитель Турнира принца Фейсала бин Фахада для арабских клубов (1): 2001/02
- Обладатель Клубного кубка чемпионов Персидского залива (1): 2002